# Buchanan (Dakota del Nord)
Buchanan és una població dels Estats Units a l'estat de Dakota del Nord. Segons el cens del 2000 tenia 77 habitants.

## Demografia
Segons el cens del 2000, Buchanan tenia 77 habitants, 27 habitatges, i 19 famílies. La densitat de població era de 371,6 hab./km².
Dels 27 habitatges en un 40,7% hi vivien nens de menys de 18 anys, en un 66,7% hi vivien parelles casades, en un 3,7% dones solteres, i en un 29,6% no eren unitats familiars. En el 22,2% dels habitatges hi vivien persones soles l'11,1% de les quals corresponia a persones de 65 anys o més que vivien soles. El nombre mitjà de persones vivint en cada habitatge era de 2,85 i el nombre mitjà de persones que vivien en cada família era de 3,47.
Per edats la població es repartia de la següent manera: un 31,2% tenia menys de 18 anys, un 6,5% entre 18 i 24, un 41,6% entre 25 i 44, un 10,4% de 45 a 60 i un 10,4% 65 anys o més.
L'edat mediana era de 34 anys. Per cada 100 dones de 18 o més anys hi havia 112 homes.
La renda mediana per habitatge era de 53.333 $ i la renda mediana per família de 60.000 $. Els homes tenien una renda mediana de 32.292 $ mentre que les dones 23.750 $. La renda per capita de la població era de 18.024 $. Cap de les famílies i l'1,2% de la població estaven per davall del llindar de pobresa.

## Poblacions més properes
El següent diagrama mostra les poblacions més properes.